# PBC Tirana
El PBC Tirana es un club de baloncesto profesional de la ciudad de Tirana, que milita en la Superliga, la máxima categoría del baloncesto albanés. Disputa sus partidos en el Farie Hoti Sports Palace, con capacidad para 2000 espectadores.
Es uno de los clubes más antiguos de Albania, aparte de ser el más laureado, ya que posee 21 ligas (1946, 1948, 1949, 1950, 1957, 1961, 1962, 1963, 1965, 1971, 1999, 2001, 2002, 2008, 2009, 2010, 2011, 2012, 2017, 2018, 2023), 20 copas (1961, 1962, 1963, 1969, 1971, 1973, 1977, 1988, 2000, 2001, 2002, 2007, 2008, 2009, 2011, 2012, 2017, 2018, 2022, 2024) y 9 supercopas (2001, 2003, 2008, 2009, 2010, 2011, 2012, 2017, 2023) para un total de 50 trofeos, superando al B.C. Partizani Tirana con 49.

## Historia
El 16 de agosto de 1920, P. Nika junto con los señores A. Erebara, P. Jakova, A. Hoxha, A. Koja, P. Berisha, A. Zajmi, H. Fortuzi, B. Pazari, L. Berisha, S. Frasheri, H. Alizoti, A. y V. Gjitomi Fekeci, fundaron la "Asociación Deportiva Agimi". En 1927, por iniciativa del Sr. S. Stermasi, el Sr. A. Erebara, el Sr. A. Zajmi y el Sr. A. Koja, "Agimi" cambió su nombre a Sportklub Tirana (SK Tirana). PBC Tirana ha sido 20 veces campeón de Albania y también 19 veces ganador de la Copa de Albania. PBC Tirana también participó en competiciones europeas y en muchos torneos internacionales amistosos, en los que en ocasiones alcanzó varios éxitos. 
Inolvidables los dos partidos contra los subcampeones de la Copa de Europa 1971-1972, el KK Jugoplastika, en la 2ª ronda de clasificación, después de eliminar en la 1ª ronda al Cercle Jeunesse ganando ambos partidos. El equipo blanquiazul tuvo una gran actuación a pesar de perder 77-90 en Tirana y 58-85 en Split con el conjunto croata. En la temporada 1973-1974, jugó contra el posterior campeón de la Recopa de Europa de baloncesto, el Estrella Roja, con el que perdió en casa por 93-99 y fuera por 70-114.
Desde el año 2000, una nueva era comenzó para el equipo blanquiazul. Levantó 8 trofeos en 4 años, con un corto período de interrupción entre los años 2004 y 2006, y luego volvieron a ganar otros 5 títulos, 5 copas y 5 supercopas. En los últimos 2 años, sin embargo, debido a que los jugadores clave del equipo se fueron al extranjero, rivales como BC Kamza Basket y el BC Vllaznia le han ido superando. Tirana no ha sido capaz de levantar trofeos, pero queda en el recuerdo esas temporadas de gloria en las que levantó numerosos trofeos.

## Posiciones en liga
| - 2000 - 1º - 2001 - 1º - 2002 - 1º - 2003 - 2º - 2004 - 2º - 2005 - 4º - 2006 - 5º - 2007 - 2º - 2008 - 1º | - 2009 - 1º - 2010 - 1º - 2011 - 1º - 2012 - 1º - 2013 - 3º - 2014 - 2º - 2015 - 2º - 2016 - 4º - 2017 - 1º | - 2018 - 1º - 2019 - 4º - 2020 - 5º - 2021 - 4º - 2022 - 2º |

## PBC Tirana en competiciones europeas
Recopa de Europa de baloncesto 1970-71
| 1ª ronda | Zadar | PBC Tirana | 73-60 | 62-72 |  |

Copa de Europa de baloncesto 1971-72
| 1ª ronda         | Jeunesse Sportivo Alep | PBC Tirana   | 0-20  | 20-0  |  |
| Octavos de final | PBC Tirana             | Jugoplastika | 77-90 | 85-58 |  |

Recopa de Europa de baloncesto 1973-74
| 1ª ronda | PBC Tirana | Estrella Roja | 93-99 | 114-70 |  |

## Palmarés
- Campeón de la Superliga

1946, 1948, 1949, 1950, 1957, 1961, 1962, 1963, 1965, 1971, 1999, 2001, 2002, 2008, 2009, 2010, 2011, 2012, 2017, 2018, 2023
- Campeón de la Copa de baloncesto de Albania

1961, 1962, 1963, 1969, 1971, 1973, 1977, 1988, 2000, 2001, 2002, 2007, 2008, 2009, 2011, 2012, 2017, 2018, 2022, 2024
- Campeón de la Supercopa de baloncesto de Albania

2001, 2003, 2008, 2009, 2010, 2011, 2012, 2017, 2023

## Jugadores destacados
| - Nikolin Arra - Roald Cubaj - Bruno Daliu - Orion Garo - Algert Gjonaj - Abdel Gjyzeli - Erin Hasani - Endrit Hysenagolli - Sokol Kasmi - Genti Lasku | - Vildan Mitku - Henri Moja - Endri Roshi - Gerti Shima - Marlin Sukaj - Juxhin Talelli - Redi Vogli - Franc Paloka - Erkand Karaj |